# Hemimycena pithyophila
Hemimycena pithyophila är en svampart som beskrevs av Malençon ex A. Ortega & Esteve-Rav. 1996. Hemimycena pithyophila ingår i släktet Hemimycena och familjen Mycenaceae.   Inga underarter finns listade i Catalogue of Life.